# Предтечево
Предтечево — село Измалковского района Липецкой области и Измалковского сельсовета.

## География
Деревня расположена левом берегу реки Воргол.
Через неё проходят просёлочные дороги, имеются две улицы — Речная и им. Белякова.

## История
Село названо так в честь Иоанна Предтечи, которому была посвящена местная церковь. В XIX веке Предтечево было большим волостным селом, в котором располагалось одно из имений дворянского рода Муромцевых.

## Население
| 2010 |
| ---- |
| 154  |

Население села в 2009 году составляло 148 человек, в 2015 году — 142 человека.

### Известные люди
В деревне родился Герой Советского Союза Беляков Иван Яковлевич (1922—1981).

## Достопримечательности
Церковь Иоанна Предтечи. Сохранилась в разрушенном состоянии.